# هانتسفيل (أونتاريو)
هانتسفيل، أونتاريو (بالإنجليزية: Huntsville)‏ هي مدينة كندية تقع في مقاطعة أونتاريو. تبلغ مساحة هذه المدينة 703.2257 (كم²)، ويبلغ عدد سكانها 18280 نسمة حسب إحصاء سنة 2006 م، بينما كان يسكنها 17338 نسمة في سنة 2001 م. تحتل هذه المدينة المرتبة رقم 208 بين مدن كندا حسب عدد السكان والمرتبة رقم 81 في المقاطعة. نما عدد السكان في هذه المدينة بنسبة (5.4) بين العامين المذكورين.

## أعلام
- بيل كولفين
- إيثان مورو
- دارا هاول
- اريك كونينغهام
- ريان أرنولد

## وصلات خارجية
- الأطلس الحكومي لكندا
- إحصاءات كندا مع ساعة تعداد السكان